# 유씨 정려각
유씨 정려각은 대한민국 충청남도 천안시 동남구 광덕면 매당리에 있다. 1995년 5월 10일 천안시의 향토문화유산 제11호로 지정되었다.

## 개요
유청신, 유의신, 유연, 유흥우를 기리는 정려각이다.